# 카를로스 리베라
카를로스 리베라(Carlos Rivera, 1986년 3월 15일 ~ )는 멕시코의 배우이다.